# Christer Kleiven
Christer Kleiven (ur. 9 kwietnia 1988 w Kristiansand) – norweski piłkarz grający na pozycji pomocnika w klubie Vigør.
W pierwszej lidze norweskiej rozegrał 126 spotkań i zdobył 11 bramek.